# Spirit of the Night
«Spirit of the Night» (с англ. — «Дух Ночи») — песня в исполнении сан-маринской певицы Валентины Монетты и американского певца Джимми Уилсона, представлявшие Сан-Марино на «Евровидении-2017». Была написана композитором и автором песен Ральфом Зигелем, который записал к ней музыку, Стивеном Барнаклем и Юттой Штаудермайер.
Релиз песни по всему миру, как и в Сан-Марино состоялся 17 марта 2017 года.

## Евровидение
12 марта 2017 года сан-маринский вещатель RTV на пресс-конференции заявил, что страну представит интернациональный дуэт, состоящий из сан-маринки Валентины Монетты и американца Джимми Уилсона на «Евровидение-2017» в Киеве (Украина). Для Валентины Монетты, которая представляла свою страну в 2012, 2013 и 2014 годах, станет четвёртой попыткой на Евровидении, является одной из рекордсменкой по числу участий на конкурсе, таких как: Андреассен, Элизабет, Лиз Ассия и группа Питер, Сью и Марк (группа). Дуэт был выбран внутренним отбором. Релиз песни состоялся 17 марта 2017 года, а релиз клипа — 12 марта 2017 года. Сан-Марино участвовала во второй половине второго полуфинала.
Валентина и Джимми выступали под номером 10, по итогам которого, не прошли в финал, заняв 18-е (последнее) место, набрав 1 балл (по голосованию зрителей — 1 балл, семнадцатое место и 0 баллов, восемнадцатое место — по голосованию жюри), что является одним из худших результатов Сан-Марино за всю историю участия страны в конкурсе (последнее (19) место в 2008 году).

## Список композиций
| №  | Название                                | Длительность |
| -- | --------------------------------------- | ------------ |
| 1. | «Spirit of the Night» (Radio Version)   | 3:15         |
| 2. | «Spirit of the Night» (ESC Version)     | 3:06         |
| 3. | «Spirit of the Night» (Club Version)    | 5:06         |
| 4. | «Spirit of the Night» (Karaoke Version) | 3:06         |

## История релиза
| Страна | Дата          | Формат           | Лейбл            |
| ------ | ------------- | ---------------- | ---------------- |
| Мир    | 17 марта 2017 | Digital download | Eurosong Records |